# ラムソン719作戦
ラムソン719作戦 (ベトナム語: Chiến dịch Lam Sơn 719／戰役藍山719 若しくは Chiến dịch đường 9 – Nam Lào、英語: Operation Lam Son 719)は、ベトナム戦争の間の1971年2月8日から3月25日の間に南ベトナム軍によってラオス王国の南東部の一部で行われた局地的な攻撃作戦であった。アメリカ合衆国は兵站、空軍および砲兵をこの作戦に投じたが、その地上部隊がラオスの領土に入る事は法律で禁止されていた。作戦の目的はホーチミン・ルートに基づいた北ベトナム軍 (PAVN)による攻撃を混乱させることであった。
北ベトナム軍による長期にわたる攻撃によって、アメリカと南ベトナムの最高司令部はこの地域での問題解決を望んだ。ラオスでの迅速な勝利は南ベトナム軍の士気と信頼を高め、それは既に1970年のカンボジア作戦が成功した際に求められていた。それは戦場からアメリカの地上部隊の撤退の継続を決めて行う中で、南ベトナム軍が彼らの国家を守らなければならない事を表してもいた。従って、この作戦は南ベトナム軍が単独で効果的に動けるのかどうかの能力を見極めるものとなった。
完璧な計画立案を南ベトナムが必要とし、アメリカ軍や南ベトナム軍の政治的、軍事的な指導者の軍事能力の欠如、そして貧弱な実行力のため、巧みな敵の徹底的な抵抗に直面すると、「ラムソン719」作戦は崩壊した。この戦役はその最も優秀な部隊を多数壊滅させたり、以前の作戦成功を築き上げて来た信頼を破壊したという点で、南ベトナム軍にとって打撃となった。ベトナミゼーション、アメリカの民間人と軍当局者によって南ベトナムを共産主義から守り、アメリカの撤退が完了する最高の方法であると宣伝された方針は、失敗だったと判明した。

## 背景
1959年から1970年にかけて、アメリカに支えられた南ベトナム政府を打倒して、統一国を作る為に作戦を行う彼らの努力において、ホーチミン・ルートは、北ベトナムの南ベトナム解放民族戦線(軽蔑的にはベトコン)にとって北ベトナム軍の為の重要な実際業務の動脈となった。南東部ラオスで、そして、南ベトナムの西部に北ベトナムの南西の角を走って貫通するホーチミン・ルートは、1966年から始まったアメリカの継続された傍受妨害の標的だった。しかし、空爆を支持する小規模の秘密工作だけは、ホーチミン・ルートでの兵隊と軍需品の流れを止める為に、ラオス内で地上で実行された。
1966年以降、砂利と未舗装道路、経路と南東部ラオスを縦横に動いた、そして、シアヌーク・トレイルとして知られている隣接するカンボジアで、類似した実際業務のシステムと結び付いた川輸送機関システムの迷路を、63万人以上の兵隊、10万トンの食品、40万の武器と5万トンの弾薬が運ばれた。しかし、1971年のノロドム・シハヌーク政権の打倒の後、親米的なロン・ノル 政権は、共産主義の輸送にシアヌークビルの港の利用を否定していた。 遠い南でその努力を支持したすべての軍需品の70パーセントがこの港から運ばれていた為、これは戦略的に北ベトナムの努力に対する非常に大きな打撃だった。カンボジアの実際業務のシステムに対する更なる打撃は、1970年の春と夏に来た。その時、アメリカ軍と南ベトナム軍は境界を横切って、カンボジア戦役の間に北ベトナム軍とベトコンの基地を攻撃した。
カンボジアでの北ベトナムの実際業務システムが完全に破壊されたので、その時がラオスで類似した戦役の為に好都合であると、サイゴンのアメリカ軍本部は断定した。そのような活動が行われる事になっているならば、アメリカ軍の戦力がまだ南ベトナムで利用できる間、いち速くそれをすることが最高だとアメリカ軍司令部は考えた。最後のアメリカ軍が南ベトナムを出発していて、それによって1年間、もしかしたら2年間北地方で可能性がある共産主義の攻撃から米国とその同盟国に一時中断を与えるので、そのような活動は後で北ベトナム軍とベトコンに12ヶ月から18ヶ月後に供給不足をもたらすと感じさせた。
丁度そのような北ベトナムの攻撃を告げた活動、南東部ラオスでの重い共産主義の兵站業務の活動の徴候は、増加していた。 共産主義の攻撃は通常ラオスの乾いた季節（10月から3月まで）の終わりの近くで起った、そして、北ベトナム軍実際業務の軍隊の為に、システムによって必需品を動かす作業は季節の真最中の間に行われた。ホーチミン・ルートに沿って来ている北ベトナム軍軍需品の90%が南ベトナムの3つの最北の地方に送られていると、1つのアメリカの諜報活動報告は見積った。そして、攻撃的な行動に備えて備蓄して前線に指示した。この増強はワシントンとアメリカ人に司令部を警戒させ、将来の共産主義者の目的を乱す為に無駄な攻撃を急がせた。

### 計画

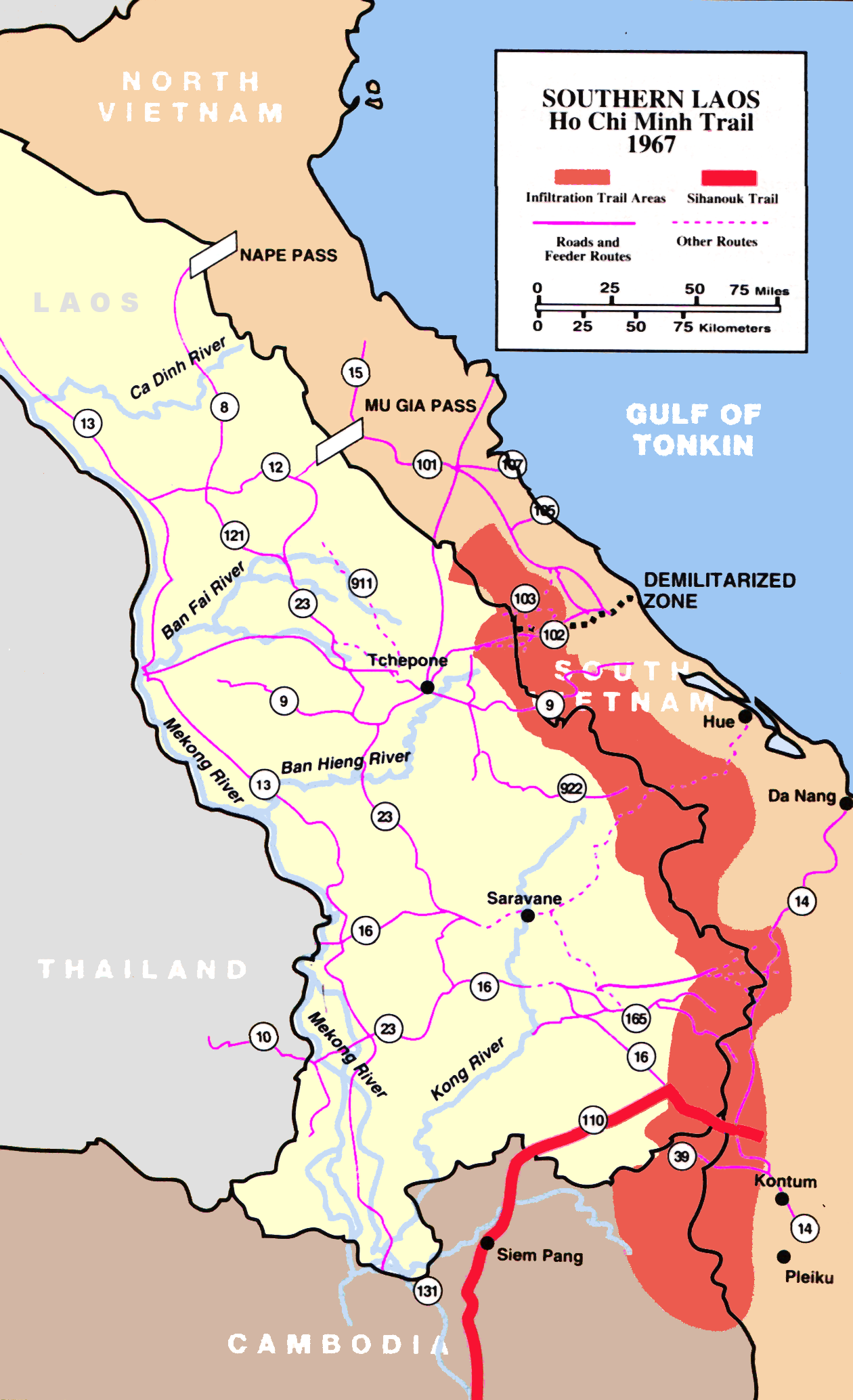
この地図は所謂「ホーチミン・ルート」を共産軍が侵入した場所を示している

1970年12月8日に、アメリカ統合参謀本部からの要請に応じて、南東部ラオスに南ベトナム軍による越境攻撃の可能性を議論する為、高度に秘密の会議は南ベトナム軍事援助司令部（MACV）のサイゴン本部で開催された。クレイトン・エイブラムス将軍（ベトナムのアメリカの指揮官）によると、攻撃を目的とした主要な刺激は、アレクサンダー・ヘイグ大佐（国家安全保障問題担当大統領補佐官ヘンリー・キッシンジャー博士の側近）からもたらされた。南ベトナム軍事援助司令部は南東部ラオスで北ベトナム軍が兵站業務を増強するという情報によって妨げられたが、南ベトナム軍に北ベトナム人に対して独力で立ち向かわせ続けるのを躊躇した。その後、このグループによる調査結果は12月中旬にワシントンD.C.で統合参謀本部に回送された。リチャード・ニクソン大統領がラオスで想定される攻撃的な行動にも興味をそそられて、エイブラムス将軍とメンバーに越境攻撃の有効性を彼の内閣を納得させる努力も開始した。
ヘイグによって不当な圧力がニクソン大統領に掛けられているのを、エイブラムスは感じた。しかしヘイグは軍部はそういう作戦に対する熱意に欠けており、ニクソン大統領やキッシンジャーに無慈悲にも急かされ、ペンタゴンは最終的にラオスの作戦の計画を考案したと後に書いた。その様な作戦から発生し得る他の可能性のある利益も同様に議論されていた。ジョン・S・マケイン・ジュニア海軍大将 (アメリカ太平洋軍)はトーマス・モーラー海軍大将に、ホーチミン・ルートに対する攻撃がラオスの首相だったスワンナ・プーマ王子に「中立を放棄し公に参戦する事」を無理強いするかも知れないと伝えた。

1971年1月7日には南ベトナム軍事援助司令部は北ベトナム軍の604基地と611基地を攻撃する詳細な計画を練り始める事が承認された。この任務は第24軍団のジェームス・サザーランド中将を司令官に託されたが、南ベトナム軍事援助司令部に提案するのに僅か9日しか無かった。作戦は四段階で構成される。第一段階では 南ベトナムに駐留するアメリカ軍が国境付近を接収し、相手の注意をそらす作戦を指揮する。その次には国道9号 (ベトナム)に沿って南ベトナム軍の装甲歩兵隊が604基地との結び付きが気付かれていたラオスの捨てられた町チェポネに向かって国道9号に沿って南ベトナム軍の装甲歩兵隊の攻撃が行われる。この前進は主な縦隊の北や南の側面を隠す為に相互に躍進する空中の歩兵による猛攻撃によって守られる。第三段階では、604基地内での探索や破壊行為が達成され、最終的に南ベトナム軍が国道9号の後ろ側まで退去するか、或いは611基地を通ってア・シャウ谷の外に出る。雨期が進行中だった5月の初めまでに軍がラオスに留まる事が望まれた。
南ベトナム軍の悪名高いだらしなさの所為で、安全性の予防処置や作戦に関する情報を暴く共産主義工作員の不気味な能力という事になれば、予定されていた計画は僅か数週間しか続かず、アメリカ側とベトナム側の最高司令官に分断されていた。より下のレベルでは、それはホアン・スアン・ラム中将の下に置かれた南ベトナム軍第1兵団の諜報部員や作戦のスタッフに、そしてサザーランド将軍を頂点とする第24兵団に限定されていた。ラムが南ベトナム軍事援助司令部によって最終的に説明を受けた時、この計画そのものを書くのを手伝ったにも拘わらず、彼の作戦主任は会議に出席する事を禁止された。この会議でラムの作戦領域は国道9号の片側の15マイル(24km140m16cm)以内の小道に制限され、チェポネより先に入り込んではならないとされた。
特に高度に政治的にされた南ベトナムの指揮命令系統では、大物政治家の支持が昇進や命令する立場についての最高の決定力を持っていたので、この作戦の命令、統制、調整は支障を来しつつあった。レ・グエン・カーン中将はベトナム海軍の司令官でグエン・カオ・キ副大統領の子分であったが、彼の部隊はこの作戦に参加する事が計画されていた。実際には更に上位のホアン・スアン・ラム将軍が参加を決定していた。彼はグエン・バン・チュー大統領の支持を得ていた。同じ状況が同様に計画参加が決まっていた南ベトナム空軍の司令官だったズー・クォック・ドン中将にも当て嵌まった。侵入が開始された後、両者ともサイゴンに残り、ラムからの命令を受けるのではなく寧ろ彼らの命令権限をより下の将校に委任した。これは作戦の成功を十分に予示するものではなかった。
それぞれの部隊は1月17日まで彼らの計画された参加について知らされていなかった。2月2日までは詳細を受け取っていなかった作戦を導く事になっていた空挺師団が、この作戦が始まるまで一週間にも満たない日数しか無かった。に多くの部隊、特に空挺師団と海軍は大隊と旅団に分けられていて、作戦行動や共に行動する経験が無かったので、これは決定的に重要だった。第101空挺師団の副司令官によると、「計画立案は急がれて、情報管理の制限の下で、ベトナム軍とアメリカ軍によって分割運営されていた」という。
この作戦でのアメリカの役割は1969年に南ベトナムの北西部でアメリカ海軍によって指揮された本来の作戦に因んで「デューイ・キャニオン2号」という題名を生み出した。前の作戦についての参照がハノイを実際の提案された侵入対象として混乱させる事が期待された。南ベトナム軍の立場は伝説上のベトナムの愛国者黎利の生まれ故郷の村に因み「ラムソン719」という呼び名が与えられた。黎利は1427年に中国軍の侵略を打ち負かした。数字による命名は1971年という年と、攻撃の主な軸は国道9号に由来していた。
この決定は最高幹部達によって行われ、計画立案は完了したが、貴重な時間が失われた。南ベトナム軍が最も大きな、最も複雑な、そしてベトナム戦争に於ける最も重要な作戦を始めようとしていた。南ベトナム軍に関する軍事上の現実や能力について吟味される事が無かったのと同様に、十分な計画立案や準備の為の時間が不足していた事は、致命的だと証明されようとしていた。1月29日にはニクソン大統領は最後にこの作戦に同意した。その翌日には、「デューイ・キャニオン2号」作戦が開始された。

## 作戦

### デューイ・キャニオン2号
アメリカによる攻撃計画は1970年12月29日のクーパー・チャーチ修正案の可決まで発表を制限されていた。この修正案はアメリカの地上部隊や助言者がラオスに入る事を禁止していた。従って、デューイ・キャニオン2号作戦は国道9号 (ベトナム)を再開する為に1968年にアメリカによって放棄されていた古びたケサン戦闘基地への全ての道を再開する為に、南ベトナムの領土内で指揮される。この基地は再開され、兵站の中核や南ベトナム軍侵入の空挺堡として使用される。アメリカの戦闘技術者は歩兵や機甲化された部隊が道路の長さに沿って情報のやりとりのパイプを安全にする中で、国道9号を綺麗にする事、ケ・サインを復帰させる事という仕事を課せられた。陸軍兵站担当者が南ベトナムへの供給努力全体に同調していた間、アメリカの砲撃隊は国境の南ベトナム側からラオス内での南ベトナム軍の努力を支援する。侵入に対する空からの支援はアメリカ空軍、海軍そして海兵隊の航空機によって提供され、アメリカ陸軍の空中挺進部隊は南ベトナム軍の作戦の為に完全なヘリコプターの支援を提供するという仕事を課された
。アメリカ軍はこれらの任務に目印を付けた。第108砲撃集団所属の4つの大隊、第45技術者集団の2つの大隊、第101空挺師団、第101空挺航空集団、(2つの機甲化された、1つの騎兵隊、1つの戦車、第23歩兵師団の第11歩兵旅団の2つの大隊によって補強された)第5歩兵師団の第1旅団である。
旅団の歩兵隊がヘリコプターで直接ケサン地方に運ばれていた頃に、1月30日の朝に(機甲化された)第5歩兵師団の第1旅団の装甲技術者は国道9号を西に進んだ。2月5日までは、国道9号の安全性がラオス国境まで守られた。同時に、第101空挺師団が北ベトナム軍の集中力をケサンからア・シャウ谷へと遠ざける為に陽動を始めた。戦闘基地では悪天候、障害物、地雷、不発弾が滑走路の復帰を(アメリカの技術者は4日間だと見積もっていたが)予定より一週間遅れて後押しした。その反応として、完全に新しい滑走路が建設され、最初の航空機が2月15日に到着した。北ベトナムの抵抗は殆ど無く、アメリカの損失も軽度だった。しかしながら、ケ・サイン周辺には以前は同盟国軍が駐留していなかったので、北ベトナムはこの地域で大規模な軍を保つ必要性を認識していなかった。サザーランド将軍はケサンへの前進がアメリカと北ベトナム軍との競争であり、アメリカが勝つと信じていた。
接近して来る南ベトナムの作戦の安全性を保護する為に、エイブラムス将軍は軍隊の動きについて珍しい報道規制を課したが、効果は無かった。2月4日の禁止の前でさえ共産圏やアメリカ以外の報道機関は強化を報じ、攻撃に関する推論はアメリカでも新聞の一面に載った。カンボジア戦役の事例を見ていたので、ラオス政府は意図された作戦を通知されなかった。その計画が進行した後にのみ、スワンナ・プーマ首相は彼の想定された「中立」国という立場が侵害されているのを悟った。

### 攻撃
1971年の初めまでに、北ベトナムの部隊の604基地の強さはアメリカの諜報機関によって2万2千人の人々、7千人の戦闘部隊、1万人の軍人が兵站や支援部隊に、5千人のパテート・ラーオ党員がいてその全てが新設された「第70戦線」の指揮命令系統の下に置かれていると見積もられた。この攻撃に対する北ベトナム軍の予想される反応がどういうものであるのかについて、異なる見解が示された。エイブラムス将軍は、カンボジアとは異なり北ベトナム軍はラオスの基地を守る為に立ち上がって戦うだろうと信じた。12月11日早朝に、彼はマケイン艦隊司令長官に次の様に報告していた。
強い歩兵隊、装甲部隊、そして砲撃体制は南部ラオスに在った...恐ろしい空の防衛は...山の多い地形に配置され...ジャングルで覆われた地形は加えられた負債だ。ヘリコプター上陸の為の手付かずの自然は不十分で手厚く守られている。敵の戦闘部隊の組織はチェポネ周辺に在り、北ベトナム軍はその基地領域や兵站中枢部を同盟国の作戦に対して防衛する事が予想される。
1970年の予知されたCIAの調査はエイブラムス将軍の関心を惹き、「北ベトナム軍の反応、彼らの気質に対する尊重、思考回路について際だって正確だった」1月21日の覚え書によって支持されていた
。その一方で、南ベトナム軍事援助司令部の諜報部門は、ほんの僅か侵略に反対していると確信していた。戦術的な空爆や砲撃準備はこの地域に在ると信じられていた訳170から200の反航空機の武器を無力化し、北ベトナム軍の装甲部隊による脅しは最小であると考えられていた。北ベトナム軍の補強能力は非武装地帯の北部に二つの師団を14日で設置し、陽動作戦がラムソン719の持続の為に彼らを縛り付けるだろうと望まれた。不運な事に、北ベトナムの補強が実現した時には、彼らの予想に反して北からは来ず、611基地やア・シャウ谷から南まで移動し、有機的な砲撃部隊によって支えられていた全ては、二週間以内の行進であった。
途中で止められたラジオ・メッセージの文章が「敵が我々の運搬の仕組みを断ち切る為に攻撃するかも知れない。動員の準備をしろ。油断するな」と読み上げられた時、北ベトナムは1月26日早朝までに作戦の幾つかの種類を用意していた。
侵略に先立ち、知られていた反航空兵器の位置を押さえ込むという戦術上の攻撃は、悪天候が原因で実行までに2日間宙づり状態となった。大規模な事前の砲撃と11機のB-52ストラトフォートレスの任務の後に、侵略は2月8日に始まり、4千人の南ベトナム軍の装甲歩兵隊、第3旅団と第8航空大隊が敵が居ない中で国道9号を西に進んだ。北部の側面を隠す為に、南ベトナム軍の空挺やレンジャー隊は主な前進の北部に配置された。第21レンジャー大隊がレンジャー・サウスに移動している間に、南ベトナム軍第39レンジャー大隊はレンジャー・ノースとして知られる上陸地帯(LZ)にヘリコプターで運ばれた。前哨部隊は南ベトナム軍が侵入する領域への如何なる共産主義者による攻撃に対する罠の針金として勤めると決められていた。そうしている間に、第3空挺旅団本部や第3空挺大隊が射撃支援基地(FSB)31に向かっている間に、第2空挺大隊が射撃支援基地30を占領した。第1歩兵師団が主な前進軍の南の側面を覆いながら、同時にブルー、ドン、ホワイトそしてブラウンという上陸地帯、ホテル、デルタ、 そしてデルタ1という射撃基地を猛攻撃した。
中央縦隊の任務は、密生地の比較的平らな領域がジャングルの小区画に点在して、その北と川への高所と南へのより多くの山によって支配されていたセ・ポネ川の谷を降りて行く事だった。殆ど直後に、支援ヘリコプターが高所から火を放ち始め、北ベトナム軍の砲手が未登録の機関銃や致命的な居場所から飛行機に火炎を噴射するのを許した。前進状況を悪くする事、国道9号が悪条件の中で、無限軌道の乗り物やジープが西への行軍を行う事が出来ただけだった。これは戦力強化と再供給負担を投げ掛けた。それからヘリコプター部隊は低い雲が覆っている事と絶え間無い対空砲火の所為で後方支援の必要不可欠な方法になった。

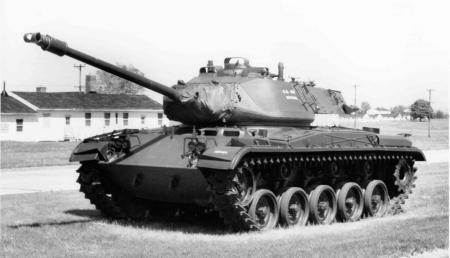
南ベトナム軍の主要な戦車M41軽戦車

機甲機動部隊は、(アメリカ人にはア・ルオイという名で知られていた)バン・ドンへの国道9号の全ての道、ラオスの内側へ20キロメートル、そしてチェポネへの道ほぼ半分を確保した。2月11日までにはア・ルオイは中心的な射撃基地や作戦の司令部になった。それから、計画は主要な目的を守る為に素早い地上攻撃を必要としたが、ラム将軍から発せられる命令を待っている間、南ベトナム軍はア・ルオイで後れを取った。二日後、エイブラムス、サザーランド両将軍は予定表の速度を上げる為にドン・ハでラムの将来の司令官の立場から左遷した。将軍達の会議で、代わりに計画された前進を守るために国道9号を西へと向かう第1師団の前線を延長する事が決定された。これで更に5日間が掛かった。
ワシントンに話を戻ると、メルヴィン・ライアード国防長官と統合参謀本部は記者達から寄せられた南ベトナム軍の前進が止まったという指摘に反論を試みた。記者会見で、ライアードはア・ルオイでの中断は単なる「一時的休憩」であり、それが南ベトナム軍司令部に「敵の動きを注視して評価する機会を与えている。作戦は計画通りに動いている」と主張した。

## 反応

### 反撃
侵入に対する共産主義者の反応は緩やかだった。ハノイの注意力は北ベトナムの海岸でアメリカ海軍の機動部隊によって指揮されていたもう一つの陽動作戦に固定された。陸海空共同の着陸をヴィンという町を僅か20キロメートル離れた所で行う為に、この部隊は全ての作戦行動を指揮した。想定され得る侵入に対するハノイの興味は長く続かなかった。そのB-70 兵団は侵入領域にいる第304、第308機械化歩兵師団、第320の三つの師団に命じた。北ベトナム軍の第2師団も同様に南からチェポネに動き、それから南ベトナム軍を脅かす為に東に移動し始めた。三月上旬までに、ハノイは南ベトナム軍を二対一という数で圧倒する為に3万6千人をこの地域に集結させた。
北ベトナム軍によって侵入を打ち負かす選ばれた方法は、最初に北部の射撃基地を航空妨害砲兵隊を利用する事で孤立させる事だった。前哨部隊はその後24時間連続の決死の砲兵とロケット砲によって叩かれる。南ベトナム軍の射撃基地はそれら自体が砲兵隊によって装備されていたが、彼らの銃は北ベトナム軍のソ連供給の122mmや130mmの武器によって素早く射程の外に向けられた。それらは単に陣地を思うままに攻撃した。B-52の爆撃を利用する事で供給された防御の縁は共産軍の隣接する戦術によって無力化された。 砲兵隊や機甲部隊によって支援された大規模な地上攻撃はその後にその仕事を完了させた。

それから間も無い2月18日に北ベトナム軍はレンジャー・ノースとサウスで炎による攻撃を開始していた。その翌日には攻撃はレンジャー・ノースに移った。前哨部隊に対する地上作戦は北ベトナム軍のソ連製のPT-76とT-54によって支援されていた第308師団の第102連隊によって指揮された。レンジャー隊は頑固にも一晩中持ちこたえた。グエン・バン・チュー大統領は以前の夜襲を忘れ去っており、第1兵団本部を訪問してその時にラム将軍にチェポネへの前進を延期し、作戦の着眼点を南西方向に移すようにと助言した。20日の午後までには、第39レンジャー大隊は5百人から320人までに減らされ、その司令官はレンジャー・サウスに6キロメートル離れよと撤退を命じた。109人の生存者のみが日暮れまでにレンジャー・サウスに到着した。6百人以上の北ベトナム軍の兵隊が攻撃中に死亡したと見積もられたが、三日間の戦闘での死傷者数は南ベトナム軍大隊の75%に達した。
北ベトナム軍の集中力はその後にレンジャー・サウスに移った。そこではレンジャー・ノースの生存者百人を含んだ4百人の南ベトナム軍の兵隊が、ラム将軍が射撃基地30へと東南方向に5キロメートル戦えと命じる前に更に二日間前哨部隊を組織していた。戦闘のもう一人の死傷者は不正直な人物ではあったが、南ベトナム軍の将軍でカンボジア戦役の英雄で第3兵団の司令官でもあったド・カオ・チだった。チュー大統領に命じられ、卓越していたラム将軍を引き継ぐ事になっていたド・カオ・チはヘリコプターの衝突で司令官就任の前の2月23日に死亡した。
同じ日に国道9号の射撃基地ホテルも同様に猛烈な砲撃歩兵隊の攻撃に晒された。それは翌日に撤退した。射撃基地31は次に共産主義勢力の手に落ちる南ベトナム軍の陣営だった。空挺師団の司令官ドン将軍は彼の精鋭落下傘兵を静止した守りの陣営に配置する事に反対し、彼の兵隊が通常の攻撃能力を消滅させられたと感じた。不道徳な北ベトナム軍の航空妨害射撃は射撃基地の補強と再供給を不可能にした。ドン将軍はそれから基地を補強する為に第17機甲戦隊の隊員にア・ルオイから北に進むように命じた。機甲部隊はラムやドン将軍からの機甲部隊の前進をFSB 31の何キロメートルか南で中止せよとの命令に衝突したので到着しなかった。
2月25日に北ベトナム軍は砲撃と共に基地に殺到し、それから紋切り型の機甲歩兵隊の猛攻撃を開始した。煙、塵、靄がアメリカの前線航空管制(FAC)による観察を妨害し、航空機は対空砲火を避ける為に4千フィート上空を飛んでいた。アメリカ空軍のF-4 (戦闘機)ファントムがこの地域で撃墜された時、前線航空管制は支援努力を墜落した航空機の生存者救出に専念させ、基地の宿命に封をした。北ベトナム軍の兵隊や戦車は一連の過程の中で南ベトナム軍の旅団の司令官を捕まえて陣営を占拠した。FSB 31は250人が死亡し11台のPT-76やT-54戦車を破壊されるという代償を支払って北ベトナム軍の統制下に置かれた。空挺は155人が死亡し100人が捕まるという苦痛を味わった。

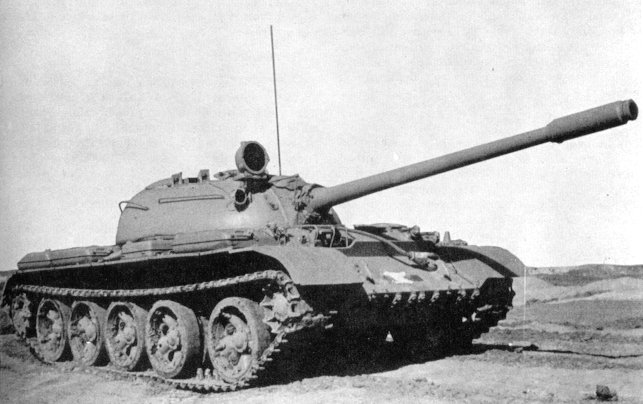
ソ連製のT-54/T-55戦車

FSB 30は一週間しか保たなかった。基地が置かれていた丘の険しさは機甲部隊の攻撃を妨害したが、北ベトナム軍の砲兵爆撃は非常に効果的だった。3月3日までに基地の6つの105mmや6つの55mm榴弾砲が戦闘の外に追い出された。射撃基地を緩和するという試みの中で、南ベトナム軍の第17騎兵隊の機甲部隊や歩兵隊は彼らの仲間を守る為に基地の外に出た。
数日の内に北と南ベトナム軍の戦車は国道9号の北部でベトナム戦争の最初の機甲された戦闘を戦っていた。2月25日までの5日間で射撃基地31は陥落し、3月1日に3つの大きな交戦が行われた。空襲の助けを借りて、南ベトナム軍は17台の PT-76や6台のT-54戦車を破壊し、5台のM41の内3台を失い、25個の装甲兵員輸送車(APC)を失った。3月3日には南ベトナム軍の縦隊が機甲部隊を支援せずに、B-52の攻撃は在ったが、北ベトナム軍の大隊に遭遇、400人を殺害した。

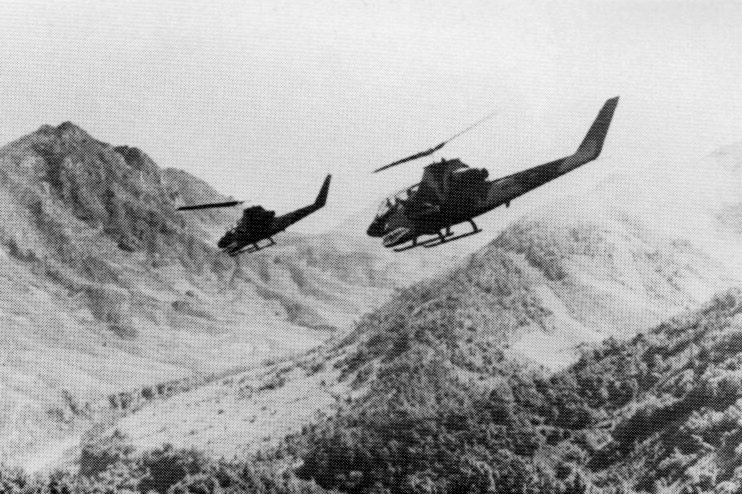
ラオス上空を飛行するアメリカ陸軍のAH-1 コブラ

射撃基地や代行の縦隊に対する先述の攻撃それぞれが行われている時に、共産主義軍は空爆や武装ヘリコプターによる攻撃、砲兵爆撃や小さな武器による射撃で生じた凄まじい死傷者の数に苦しんだ。しかしながら、それぞれの場合に於いて、彼らは監視していた人々に印象と衝撃を与えるという専門的な能力と決断で家へと押し戻された。北ベトナム軍の公式な歴史によると、3月までに北ベトナム軍は3つの歩兵師団(第2、第304、第308)、第320師団の第64連隊と2つの独立した歩兵連隊(第27と第28)、8つの砲兵連隊、3つの技術連隊、3つの戦車大隊そして8つの工兵大隊を集めて運営されていた。約3万5千人が戦場に居た 。

### チェポネにて
主な南ベトナム軍の縦隊がア・ルオイに三週間留まり、レンジャーと空挺部隊が命懸けで戦っていた間、チュー大統領とラム将軍はチェポネそのものに空挺の猛攻撃を仕掛けると決めていた。アメリカの指導者達と報道関係者は「ラムソン719」の主な目的の一つとして捨てられた町に注目したが、北ベトナム軍の兵站回路は実際には廃墟と化した西へと迂回した。しかし、南ベトナム軍が少なくとも占領する事が出来たならば、チュー大統領は「勝利」宣言や彼の軍隊を南ベトナムに撤退させる事に関して政治的弁明をしただろう。

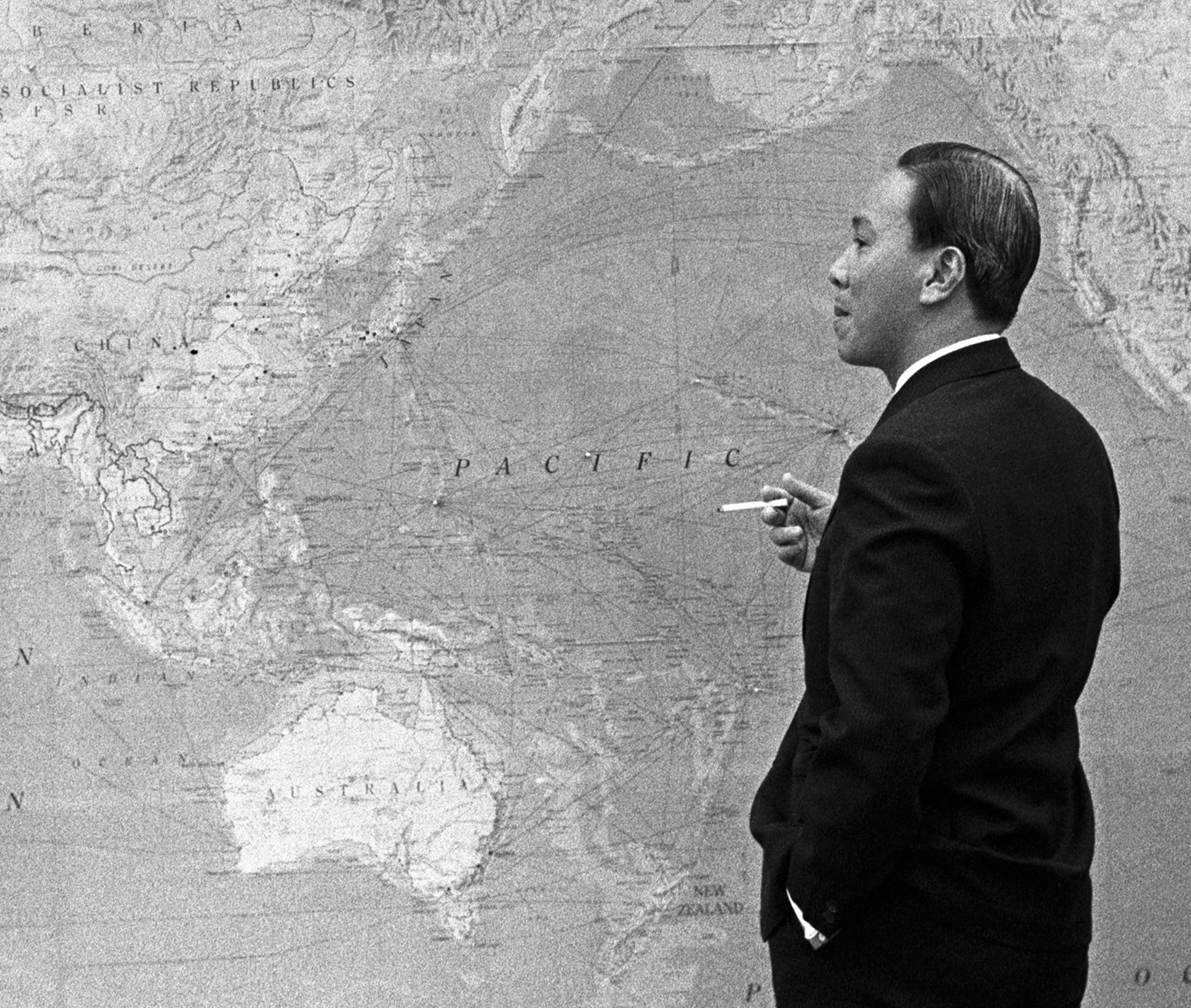
ベトナム共和国(南ベトナム)のグエン・ヴァン・チュー大統領

「ラムソン719」に対するチュー大統領の本来の意図について幾つかの歴史的推測が在る。何人かは、彼は本来は死傷者数が3千人に達したら司令官達に作戦を中断するようにと命じたのかも知れず、彼は常に「勝利」の瞬間に撤退する事を望んでいて、秋に迫った選挙の為の資本を獲得する為にチェポネを利用するのは尤もらしいと信じた。無頓着にも、機甲機動部隊と共にではなく、第1師団の戦闘員と共に猛攻撃をすると決定された。それは国道9号の南側に在った射撃基地の占領は海軍兵団によって引き継がれなければならない事を意味しており、より貴重な時間が失われた。
第1師団の戦闘員が全て国道9号の南側に在った2つの射撃基地(ロロとソフィア)や上陸地帯リズにヘリコプターで運ばれた時、猛攻撃は3月3日に始まった。11機のヘリコプターが撃墜され、44人が射撃基地ロロに運ばれている時にダメージを受けた。三日後、武装ヘリコプターコブラと戦闘機に守られていた276機のUH-1ヘリコプターが第2連隊の第2と第3大隊をケサンからチェポネまで運んだ。これはベトナム戦争で最大のヘリボーン作戦だった。戦闘部隊がチェポネから北東に4キロメートル離れた上陸地帯ホープを猛攻撃していた時に、1機が対空砲火により撃墜されている。二日間2つの大隊はチェポネやその周辺を探したが、少ししか空の攻撃によって死亡した北ベトナム軍の兵士の死体は見付からなかった。北ベトナム軍は射撃基地、特にロロとホープに対する日常的な砲兵爆撃を増やす事によって答えた。

### 撤退
彼らのラオスでの目標は外見上は達成したが、チュー大統領とラム将軍は604基地を破壊し行く手で発見される軍需品を全て破壊する南ベトナム軍に3月9日に始まって月の残りを通して行われる事になっていた撤退を命じた。エイブラムス将軍はラオスでの軍隊を補強するようにとチュー大統領に懇願し、彼らは雨期の始まりまでに崩壊し続けると主張した。不運な事に、戦いはハノイの優位性を高めた。航空妨害射撃は破壊的なままで、共産主義者は戦場に於いて彼らの軍に再供給する事や補強する事に滞りは無かった。南ベトナム軍が撤退し始めた事が明白になると直ぐに、それが南ベトナムに到着する前に、北ベトナム軍は軍隊を破壊する為に努力を増やした。航空妨害射撃はヘリコプターの供給、若しくは撤退努力を中断或いは遅らせる為に増加した。人手不足の射撃基地は攻撃され、南ベトナム軍の地上部隊は国道9号に沿っていた待ち伏せによる集中攻撃を通り抜けなければならなかった。

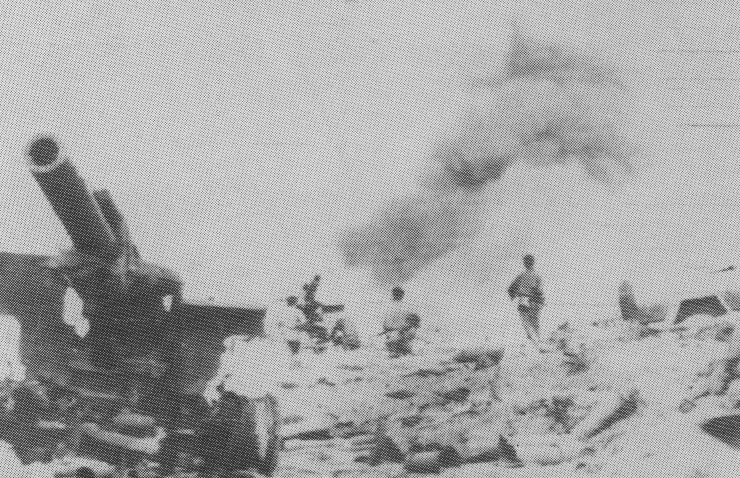
北ベトナム軍の手に落ちる射撃基地ロロ

決然とした敵に直面した時に、良く訓練されて器用だった陸軍のみが規則正しい撤退を達成出来、ラオスにいた南ベトナム軍には出来なかった。撤退は素早く総崩れになった。一つずつ孤立した射撃基地は閉鎖、若しくは北ベトナム軍によって荒らされ、それぞれの撤退は高く付いた。3月21日に国道9号の南側の射撃基地デルタにいた南ベトナム海軍が猛烈な地上の砲撃に晒された。軍隊を引き出そうという試みが行われていた間、撤退の試みが終了しつつあったときに7機のヘリコプターが撃墜され、50機が損傷した。海軍は最終的に包囲網を強行突破し、安全性が担保された射撃基地ホテルに行進した。それはその後に敵に明け渡された。南ベトナム軍第2連隊が引き出されていた時に、参加していた40機のヘリコプターの内28機がダメージを受けた。

その乗り物の多くを故障や待ち伏せをするのに失い、装甲機動部隊は殆ど上手く行かなかった。撤退している間、機動部隊はその戦車の60%と装甲兵員輸送車の半分を失った。それは同様に54丁の105mmと28丁の155mm榴弾砲を廃棄させた。この装備は共産主義者によって再利用されるのを防ぐ為にアメリカの航空機によって破壊されなければならなかった。国道9号での撤退を援護していたのは第1機甲旅団だった。それは南ベトナム軍空挺師団所属だった。捕虜によって2つの北ベトナム軍の連隊が待ち伏せしているという情報が伝えられた時、旅団の司令官だったグエン・チョン・ルアット大佐は、ドン将軍に状況を報告した。空挺司令官は軍隊の中に空輸して道を開いたが、ルアット大佐に報告する事を煩わしく感じなかった。国道9号での破壊を避ける為に、それからルアット大佐は縦隊に道路を南ベトナム国境から5マイルだけを明け渡すようにと命じ、後方で無防備な道を探しているジャングルの通り道に入り込んだ。
ルートはセポン川の険しい岸で行き詰まり、軍は罠にはめられた。北ベトナム軍は閉鎖し残忍な後方保護攻撃が続いた。2つのブルドーザーが最終的に浅瀬を作る為にヘリコプターで南ベトナム軍の周囲に運び込まれ、軍の生存者が3月23日に南ベトナムに入り込んだ。作戦開始から45日経過した25日までには、生き残っていた南ベトナム軍の兵士達は、ラオスから退去していた。ケサンの前線基地は同様に増加する砲撃や工兵の攻撃に晒されていた。4月6日にはそれも敵に明け渡されて「ラムソン719」作戦は終了した。

## 余波
4月7日のテレビ中継された演説で、ニクソン大統領は「今夜私はベトナミゼーションが成功したと報告出来る」と主張した。南ベトナムのドンハでチュー大統領は侵入の生存者に演説し、ラオスでの作戦は「最大の勝利だった」と主張した。「ラムソン719」は北ベトナム軍の南東部ラオスでの兵站作戦を妨害したが、補給路の交通量は作戦終了後に増加した。アメリカ司令部の成功の為の主張は次の範囲に更に制限されていた。南ベトナム軍事支援司令部は88台の北ベトナム軍の戦車が作戦の間に破壊されていて、戦術的空軍力によって59台が破壊されたと主張した。作戦は南ベトナムの「計画立案、組織、指導力、士気、そして作戦に関する専門知識」に於いて深刻な欠如を露出させたと完全に理解された。
北ベトナム軍にしてみれば、国道9号 (ベトナム) – 南部ラオスの勝利は完全な勝利として見られた。1970年に始まったラオス軍の出費で行われたホーチミン・ルートでの西への軍事拡張は、素早く進められた。ラオス軍は間もなくメコン川の方へ撤退し、60マイル幅の兵站砲撃は直ぐに90マイルに広げられた。作戦のもう一つの結果は1972年初めの大きな紋切り型の南ベトナム侵略を行うというベトナム共産党の政治局による固い決定だった。これは「グエン・フエ攻勢」、欧米諸国ではイースター攻勢として知られるへの道を切り開いた。
作戦の間に多くのヘリコプターが撃墜または損傷した事がアメリカ陸軍に衝撃を与え、基本的な空中機動作戦の再評価を促した。例えば、第101空挺師団では航空機84機を破壊され、430機が損傷した。アメリカと南ベトナム共同のヘリコプターは全体で108機が撃墜され、618機が損傷した。「ラムソン719」の期間中、アメリカ軍のヘリコプターは160,000以上のソーティを行い、19人のアメリカ陸軍飛行士が死亡、59人が負傷、そして11人が行方不明となった。南ベトナム軍のヘリコプターは補足的任務で5,500回飛んだ。アメリカ軍の戦術航空機は8,000ソーティ以上飛び、20,000トンの爆弾とナパーム弾を投下した。これとは別に、B-52爆撃機が軍需品輸送にも投入され、1,358ソーティで32,000トンを投下した。作戦中、固定翼機は7機(空軍機6機、海軍機1機)が南部ラオス上空で撃墜された。

## 資料

### 政府の公開情報
- Hinh, Major General Nguyen Duy, Operation Lam Sơn 719. Washington, D.C.: United States Army Center of Military History, 1979.
- Military History Institute of Vietnam, Victory in Vietnam: A History of the People's Army of Vietnam, 1948–1975. Trans by Merle Pribbenow. Lawrence KS: University of Kansas Press, 2002.
- Nalty, Bernard C. Air War Over South Vietnam: 1968–1975. Washington, D.C.: Air Force History and Museums Program, 2000.
- Nalty, Bernard C. The War Against Trucks: Aerial Interdiction in Southern Laos, 1968–1972. Washington, D.C.: Air Force History and Museums Program, 2005.
- Tilford, Earl H. Setup: What the Air Force Did in Vietnam and Why. Maxwell Air Force Base AL: Air University Press, 1991.
- Van Staaveren, Jacob, Interdiction in Southern Laos, 1960–1968. Washington, D.C.: Center for Air Force History, 1993.

### 二次資料
- Davidson, Lieutenant General Phillip, Vietnam At War: 1946–1975. Novato CA: Presidio Press, 1987.
- Fulghum, David, Terrence Maitland, et al. South Vietnam On Trial: Mid-1970 to 1972. Boston: Boston Publishing Company, 1984.
- Haig, Alexander M., Jr. Inner Circles: How America Changed the World, A Memoir. New York: Warner Books, 1992.
- Issacs, Arnold R., Gordon Hardy, MacAlister Brown, et al., Pawns of War: Cambodia and Laos. Boston: Boston Publishing Company, 1987.
- Karnow, Stanley, Vietnam: A History. New York: Viking, 1983.
- Kissinger, Henry, The White House Years. New York: Little, Brown, 1979.
- Nolan William K. Into Laos: The Story of Dewey Canyon II/Lam Son 719. Novato CA: Presidio Press, 1986.
- Palmer, Dave Richard (1978). Summons of the Trumpet: The History of the Vietnam War from a Military Man's Viewpoint. New York: Ballentine
- Plaster, John L. Secret Commandos: Behind Enemy Lines with the Elite Warriors of SOG. New York: Simon & Schuster, 2004.
- Prados, John, The Blood Road: The Ho Chi Minh Trail and the Vietnam War. New York: John Wiley & Sons, 1998.
- Sorley, Lewis (1999). A Better War: The Unexamined Victories and Final Tragedy of America's Last Years in Vietnam. New York: Harvest Books. ISBN 0156013096
- Stanton, Shelby L. (1985). The Rise and Fall of an American Army: U.S. Ground Forces in Vietnam, 1965–1973. New York: Dell. ISBN 0891412328

### 雑誌論文
- “Indochina: The Soft-Sell Invasion”. Time. (1971年2月22日) 2004年4月5日閲覧。
- Emerson, Gloria. "Copters Return from Laos with the Dead." The New York Times, 1971-03-03.
- “Indochina: Tough Days on the Trail”. Time. (1971年3月8日) 2004年4月5日閲覧。
- “Showdown in Laos”. Time. (1971年3月15日) 2004年4月5日閲覧。
- Emerson, Gloria. "Spirit of Saigon's Army Shaken in Laos.", The New York Times, 1971-03-28.
- “Was It Worth It?”. Time. (1971年3月9日) 2004年4月5日閲覧。
- “The Invasion Ends”. Time. (1971年4月5日) 2004年4月5日閲覧。
- “The Wan Edge of an Abyss”. Time. (1971年4月12日) 2004年4月5日閲覧。